# پزشک دربار
پزشک دربار یا پزشک سلطنتی (انگلیسی: The Imperial Doctress; چینی: 女医·明妃传) یک مجموعه تلویزیونی چینی سال ۲۰۱۶ بر پایهٔ داستان تان یونشیان، یک پزشک زن در دوران سلسلهٔ مینگ در چین است و لیو شیشی به عنوان شخصیت اصلی بازی می‌کند. این مجموعه از ۱۳ فوریه تا ۹ مارس ۲۰۱۶، هر روز ساعت ۱۹:۳۰ از جیانگسو تی‌وی و دراگون تی‌وی پخش شد.

## بازیگران

### بازیگران اصلی
- لیو شیشی در نقش تان یونشیان
- والاس هو در نقش جنگ‌تونگ
- هوانگ شوان در نقش جینگ‌تای